# Christopher Díaz Figueroa
Christopher Moisés Díaz Figueroa (* 14. März 1990 in Guatemala-Stadt) ist ein guatemaltekischer Tennisspieler. Er ist Rekordspieler für sein Land im Davis Cup.

## Karriere
Auf der Junior Tour konnte Díaz Figueroa als höchste Position Platz 83 erreichen. Er nahm einzig einmal 2008 an einem Grand-Slam-Turnier, den US Open teil, wo er ein Match gewinnen konnte.
Er spielte in seiner Karriere hauptsächlich auf der untersten Tennisebene, der ITF Future Tour. Dort konnte er im Jahr 2010 erstmals auf einem Turnier ein Finale im Einzel erreichen sowie im Doppel seinen ersten Titel gewinnen. Neben zwei Titeln bei Futures im Jahr 2011 erreichte er beim Challenger in León das bislang einzige Mal das Viertelfinale. Das Jahr schloss er am bislang besten in seiner Karriere ab – auf Rang 357. Im Oktober hatte er mit Platz 326 auch seinen generellen Bestwert erreicht. In den Jahren 2012 bis 2014 gewann er je ein Future im Einzel. Seine Position in der Tennisweltrangliste hielt er bis 2018 meist in der Spanne zwischen 350 und 500, ab  2016 fiel er jedoch aus den Top 600.
Im Doppel kam er bislang auf 27 Titel, besonders stark war dabei das Jahr 2018, wo er allein 7 mal erfolgreich war. Bei Challengers kam er zweimal zu guten Ergebnissen: 2013 in Quito stand er mit Carlos Salamanca im Finale, das sie gegen Kevin King und Juan-Carlos Spir verloren; 2016 in Santo Domingo kam er außerdem nochmal bis ins Halbfinale. Im Oktober 2018 stieg er auf sein Karrierehoch im Doppel von Platz 267. 2018 nahm Díaz Figueroa an den Zentralamerika- und Karibikspielen teil. Sowohl im Doppel als auch in der Mannschaft gewann er dort die Silbermedaille.
Als Rekordspieler für die guatemaltekische Davis-Cup-Mannschaft spielte er ab 2009 in 29 Begegnungen. Er hat eine Bilanz von 41:21. Damit hat er die meisten Siege sowie die meisten Einzelsiege für sein Land bestritten. Außerdem spielte er mit 10 Jahren am bislang häufigsten für sein Land (geteilter Rekord).
Im November 2018 wurde der Guatemalteke zu einer Strafe von 5.000 Euro und einer Strafe von 2 Jahren verurteilt. Er gab eine Spielverschiebung beim Czech Republic F12 ITF Future zu, bei dem er in der ersten Runde verlor. 2020 spielte er sein erstes Turnier nach der Sperre. Zuletzt war er 2022 im Davis Cup aktiv.